# Hélisende de Rethel
Hélisende de Rethel, née vers 1195 et morte avant 1234, est la fille d'Hugues II de Rethel, comte de Rethel, et de son épouse Félicité de Broyes.
Elle est dame de Perthes et de Tagnon. Par mariages, elle devient aussi successivement dame de Ramerupt, comtesse du Perche et dame de Marigny.

## Biographie
Elle est la fille d'Hugues II, comte de Rethel, et de son épouse Félicité de Broyes, dame de Beaufort et de Ramerupt,.
Elle obtient comme dot la moitié de seigneurie de Ramerupt que possédait sa mère, l'autre moitié appartenant à Érard de Brienne-Ramerupt, qu'elle aurait épousé vers 1208. En effet, une charte de l'abbaye de Pontigny nomme Hélisende comme épouse d'Érard de Brienne Le recueil des Europäische Stammtafeln la donne aussi comme étant Hélisende de Rethel, mais la décrit comme étant veuve de Thomas, comte du Perche, ce qui pose un problème chronologique car ce dernier n'est mort qu'en 1217. Toutefois, Henri d'Arbois de Jubainville et Alphonse Roserot réfutent cette idée, arguant qu'Hélisende de Rethel était comtesse du Perche par son mariage avec Thomas du Perche et que celui-ci étant décédé en 1217, elle ne pouvait donc pas être comtesse du Perche en 1210 si elle avait épousé en premières noces Érard de Brienne,.
Néanmoins, Édouard de Saint-Phalle propose l’hypothèse qu'Érard et Hélisende auraient bien été unis vers 1208 mais que pour cause de consanguinité (Érard et Hélisende sont tous deux les arrière-petits-enfants du comte Érard Ier de Brienne et de son épouse Alix de Roucy et sont donc cousins au deuxième degré), leur mariage aurait été discrètement annulé par l'Église. Hélisende aurait donc très bien pu épouser en secondes noces Thomas du Perche et ainsi être comtesse du Perche en 1210 et apparaitre dans une charte de cette même année en compagnie de son cousin avec qui elle partage la seigneurie de Ramerupt. De plus, un tel mariage aurait été cohérent car il permettait de réunir les deux moitiés de cette seigneurie. C'est donc très probablement à tort que de nombreuses généalogies présentent Érard comme veuf après 1210 alors qu'il n'est que séparé. Ce mariage a toutefois été fécond puisqu'il a donné naissance à au moins un enfant, prénommé André et cité en 1211 mais mort en bas âge.
Séparée avant 1210, elle se remarie rapidement avec Thomas du Perche, comte du Perche, mais ce dernier meurt en 1217 à la bataille de Lincoln et ils n'ont pas eu de postérité ensemble.
Veuve, Hélisende revient en Champagne où elle épouse avant 1225 en troisièmes noces Garnier IV de Traînel, seigneur de Marigny avec qui elle a deux autres enfants.
En juillet 1227 elle échange sa moitié de Ramerupt à son cousin Érard de Brienne (également son probable premier époux) contre les seigneuries de Saint-Mards-en-Othe et Maraye-en-Othe, lui permettant ainsi de réunir la totalité de cette importante seigneurie}.
Elle meurt avant 1234.

## Mariages et enfants

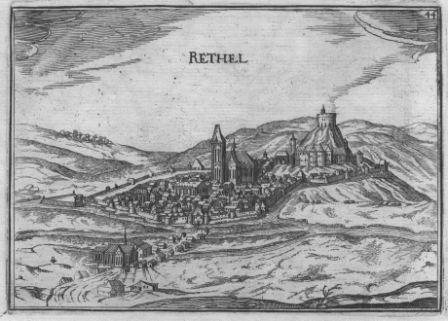
Gravure de Rethel avec son église, son château et sa ceinture fortifiée.

Vers 1208, elle aurait épousé en premières noces Érard de Brienne-Ramerupt, fils d'André de Brienne et de son épouse Adélaïde de Traînel-Venizy, avec qui elle a un enfant :
- André de Brienne-Ramerupt, cité en 1211 et mort jeune sans postérité[4].

Séparée de son premier époux avant 1210, elle épouse peu après en secondes noces Thomas du Perche, comte du Perche, fils de Geoffroy III du Perche et de son épouse Mathilde de Saxe, mais ils n'ont pas d'enfants ensemble.
Veuve en 1217, elle épouse en troisièmes noces avant 1225 Garnier IV de Traînel, seigneur de Marigny, fils de Garnier III de Traînel et de son épouse Agnès de Mello, avec qui elle a quatre enfants :
- Garnier V de Traînel, qui succède à son père ;
- Félicité de Traînel, qui épouse en premières noces Geoffroy III de Grandpré, seigneur de Château-Porcien, fils de Raoul de Grandpré, seigneur de Château-Porcien, et d'Agnès de Bazoches, mais n'ont pas de postérité. Veuve, elle épouse en secondes noces, Godefroi de Perwez, fils de Godefroi de Louvain et d'Alix van Grimberghe dont elle a deux enfants ;
- Hélisende de Traînel, dame de Maraye-en-Othe, qui épouse Henri d'Arzillières, seigneur de Gigny, fils de Gautier II d'Arzillières, seigneur d'Arzillières, et de sa deuxième épouse Béatrix de Til-Châtel, dont elle a au moins un enfant[8] ;
- Agnès de Traînel, dame de Resson, qui épouse Vilain Ier d'Aulnay, baron d'Arkadia, fils d'Odard d'Aulnay, seigneur d'Aulnay et maréchal de Champagne, avec qui elle a au moins deux enfants.